# El sentido de la vida
El sentido de la vida (Monty Python's The Meaning of Life) es la cuarta  película filmada por el grupo de comedia británico Monty Python (1969-1983), estrenada en 1983.
Fue dirigida por Terry Jones, y el guion fue escrito por los seis Monty Python:
Graham Chapman (1941-1989),
John Cleese (1939-),
Terry Gilliam (1940-),
Eric Idle (1943-),
Terry Jones (1942- 2020) y
Michael Palin (1943-).
Eric Idle (el músico del grupo) compuso las canciones de la película, la cual fue un éxito de taquilla y crítica.

## The Crimson Permanent Assurance
The Crimson Permanent Assurance (La Compañía de Seguros Permanentes Carmesí) trata de un cortometraje de 17 minutos, dirigido por Terry Gilliam, que precede la película, sin tener relación alguna con el filme.
Unos ancianos empleados de la Compañía de Seguros Permanentes, una compañía de Londres la cual fue recientemente adquirida por la Corporación Americana Muy Grande, se rebelan contra un joven ejecutivo cuando uno de ellos es despedido. Ya con el control de los ejecutivos, y obligando a su jefe a tirarse de una tabla, el gran edificio se convierte en un barco pirata, incluso moviéndose como uno, y nombrándose como la Compañía de Seguros Permanentes Carmesí.
Ellos viajan hasta la Corporación Americana Muy Grande, para asaltarla como venganza, enfrentándose en combate mano a mano. Luego de su victoria, la Compañía de Seguros Permanentes Carmesí continua viajando para más conquistas, sin embargo se caen del límite del mundo, debido a sus creencias sobre la forma de la Tierra siendo "desastrosamente equivocadas".

## Argumento
Un grupo de peces en el acuario de un restaurante elegante nadan casualmente, hasta ver que uno de ellos fue cocinado y a punto de ser comido. Luego de ver aquello, los peces se preguntan sobre el sentido de la vida (The Meaning of Life).

### Parte I - El milagro del nacimiento
Una mujer está en un hospital, a punto de dar luz. Los doctores la llevan a la "sala para asustar fetos", donde piden varias máquinas caras, incluyendo "la máquina que hace "ping"", para impresionar al administrador, en caso de que llegue, siendo la única cosa de la que se preocupan, mientras realizan, casualmente, el parto. Durante este, ignoran a los familiares, el cuidado del bebé y a la paciente misma, a quien se deja en la sala inmediatamente tras el parto.

### El milagro del nacimiento, parte 2 - El tercer mundo
En Yorkshire, descrito como un lugar del tercer mundo, se muestra una casa habitada por numerosos niños. Cuando su padre, católico, llega a casa para dar la noticia de que quedó sin trabajo, y que debido a la falta de dinero, se ve obligado a vender sus hijos para experimentos científicos, debido a la oposición de la Iglesia católica al control de la natalidad. Esto lleva a un gran número musical que habla de cómo los católicos creen que la esperma no debe ser desperdiciado, que cada uno es sagrado (Every Sperm is Sacred). Tras la canción, los niños se van, tristemente, de su casa.
Justo al frente de aquella casa, se encuentra una pareja que es parte de la Iglesia protestante. Estos se comparan a los católicos, hablando de cómo ellos si tienen la libertad de usar condón.

### Parte II - Crecimiento y educación
En una escuela, se encuentran varios estudiantes en la iglesia del lugar, a quienes se les enseña conducta, junto a un canto pidiéndole clemencia al Señor. Luego, estos van a la sala de clase, en donde el profesor les da una aburrida clase de educación sexual, que incluye conductas al inicio y durante una relación sexual y al profesor demostrando lo educado teniendo sexo con su esposa, mientras este habla y los estudiantes se siguen distrayendo. Uno de ellos es castigado por el profesor a jugar una violenta partida de rugby.

### Parte III - Peleando unos contra otros
En un escenario de la Primera Guerra Mundial, un oficial trata de reunir a sus hombres en el campo de batalla, pero los soldados, con la incertidumbre de que se vuelvan a encontrar, insisten en darle regalos, que incluyen un reloj, una tarjeta y un pastel. Mientras esto sucede, los soldados mueren uno a uno, y el oficial decide no comer el pastel, siendo catalogado de malagradecido por sus compañeros. Mientras el oficial termina por sucumbir a comer el pastel, se prepara una mesa que no se logra terminar debido a que todo el pelotón termina muerto.
Luego, en un escenario más actual, un sargento se encuentra con su pelotón durante un ejercicio militar. Este sarcásticamente dice que el ejercicio se realizara a menos de que se tenga algo mejor que hacer, y uno de los soldados pide estar con su esposa e hijos, por lo que el sargento le deja irse. Otro prefiere leer un libro y otro prefiere practicar piano, para que al final, todo el pelotón se vaya para tener tiempo libre.
Luego, la película cambia a 1879, durante la guerra anglo-zulú, se muestra como un soldado hospitalizado perdió una pierna durante la noche. Luego de que sugieran que fueron mosquitos, se sospecha que fue un tigre, por lo que sus compañeros lo buscan hasta llegar a la jungla, donde extrañamente encuentran a dos hombres vestidos como un tigre, una mitad cada uno, quienes no pueden explicar porque están vestidos así.

### La mitad de la película
La película es interrumpida para dar paso al segmento de "La mitad de la película", en donde se va a jugar a "Encuentra el pez", en donde los espectadores tienen que buscar a un pez, escondido en la escena de otra película. El filme cambia a otra escena donde en una casa, se encuentran unos extraños personajes, también tratando de buscar al pez.
La escena es cortada de forma abrupta para volver a los peces del inicio de la película, quienes se dan cuenta de que la película no tuvo mucho sentido hasta ese momento y que no se habló del sentido de la vida.

### Parte IV - La mediana edad
Una pareja de mediana edad llega a un restaurante, y ellos quieren comer comida hawaiana, entonces se les lleva al Calabozo, otro restaurante donde se sirve este tipo de comida en una ambientación de calabozo medieval. También se les ofrece a la pareja varios temas de conversación en forma de menús, y, para el interés de los peces, estos escogen filosofía y el sentido de la vida. Sin embargo, ellos no pueden sacarle mucho sentido, y piden otro tema de conversación, por lo que el camarero sugiere trasplantes de órganos.

### Parte V - Trasplantes de órganos
Unos doctores llegan a la casa del señor Brown, a quien le realizan un trasplante de hígado a la fuerza mientras este sigue vivo. Otro doctor también
le pide a su esposa, la señora Brown, su hígado, y ella rechaza dar su hígado mientras siga viva. Para convencerla, el doctor abre el refrigerador, de quién aparece un hombre quién le canta a la señora Brown sobre la insignificancia del hombre y sus problemas en el gran esquema de las cosas, en este caso, la galaxia (Galaxy Song). Luego de la canción, la señora Brown acepta dar su hígado.
Luego, en una corporación, se discute sobre el significado de la vida, que luego se vuelve una conversación sobre sombreros. Esto dura poco, ya que el edificio es asaltado por los piratas de la Compañía de Seguros Permanentes Carmesí, del corto previo a la película. Un narrador se disculpa por la repentina invasión de los personajes del corto y lo termina haciendo que un rascacielos caiga sobre el edificio.

### Parte VI - Los años de otoño
En un restaurante elegante francés, mismo del donde se ubican los peces del inicio, hay un pianista cantando una canción sobre lo bueno que es tener un pene, mientras usa eufemismos de la palabra (The Penis Song). Luego, el horrible y grotescamente obeso señor Creosote llega, espantando tanto a los peces como a algunos comensales. Este, mientras se encuentra en el lugar, come una gran comida mientras vomita continuamente. Después, el señor Creosote ya no puede comer más, pero es convencido de comer un fino chocolate de menta. Esto hace que él explote, cubriendo a todo el lugar en vómito.

### Parte VI-B - El sentido de la vida
Mientras una conserje limpia junto a un camarero a su lado, estos hablan del sentido de la vida. Ella comenta sobre los altos y bajos de la vida antes de que le pongan una cubeta llena de vómito en su cabeza debido a un comentario racista en contra de los judíos. Luego, otro camarero le pide a la cámara que lo siga hasta llegar cerca de una casa, donde nació aquel camarero. Este le habla directamente a la audiencia, también comentando sobre el sentido de la vida, diciendo que su madre le dijo de pequeño que hay que hacer del mundo un lugar feliz y amar a todos, para luego insultar a la audiencia, pidiéndole a la cámara que lo deje de seguir.

### Parte VII - Muerte
Un hombre, condenado a muerte por hacer chistes sexistas en una película, se le dio a elegir como va a morir; este eligió ser perseguido por mujeres desnudas hasta que salte a su muerte.
Luego, se muestra un árbol en pleno otoño, y se muestra como una hoja se suicida. Luego, la esposa, desesperada sin él, también se suicida. Luego los hijos lo hacen para que todas las hojas del árbol caigan en suicidio.
Después, la Parca aparece en una casa de campo aislada, en donde se encuentran unas personas cenando. Este dice ser la Muerte misma, pero los invitados los ignoran y simplemente le invitan a cenar, creyendo que es alguien normal, y éstos se introducen y le hablan, sin la más mínima idea de que se trataba de la Parca. Una de las conversaciones que los invitados tenían era la muerte, hasta que la Parca les dice que todos los invitados han muerto por comida envenenada, incluso un invitado que no comió.
Ellos lo siguen hasta el cielo, en donde se muestra que es un restaurante parecido al mostrado anteriormente y en donde es Navidad todos los días. Luego los personajes son llevados a un hotel al estilo de Las Vegas, en donde se encuentran todos los personajes del filme, para el número musical final, en donde un cantante tipo Tony Bennett canta sobre el tiempo navideño en el Cielo, como películas en la televisión y los regalos más deseados (Christmas In Heaven).

### El final de la película
La canción es cortada de forma abrupta, de nuevo, para El final de la película, también presentado por la misma señora en "La mitad de la película". Ella dice el sentido de la vida, que cree que no es la gran cosa, que es: "trata de ser amable con la gente, evita comer grasa, lee un buen libro de vez en cuando, camina un poco, y trata de vivir en paz y armonía con gente de todas las religiones y naciones". Luego de hacer unos comentarios absurdos sobre la censura en la industria cinematográfica, suena el tema principal de Monty Python's Flying Circus, que se muestra momentáneamente en una televisión en el espacio que se aleja, mientras empieza, de nuevo "Galaxy Song", terminando la película.

## Reparto
- Graham Chapman
- John Cleese
- Terry Gilliam
- Eric Idle
- Terry Jones
- Michael Palin

La compañía principal de los Monty Python, fue apoyada por un reparto en los papeles menores de la película.
- Carol Cleveland
- Simon Jones
- Patricia Quinn
- Judy Loe
- Andrew Bicknell
- Mark Holmes
- Valerie Whittington
- Matt Frewer
- John Scott Martin

## Trascendencia
A pesar del indudable éxito comercial y de crítica, "El sentido de la vida" marcó el final de los Monty Python. El grupo debatió la posibilidad de reformar el guion añadiendo un personaje central, al que seguir durante todo el metraje, idea rechazada por John Cleese, que estaba cansado del proyecto. El único personaje común en todas las películas del grupo británico es Dios, tema que les ha valido muchos gags y acusaciones de blasfemia.
Posteriormente, Cleese manifestó su desagrado respecto al resultado, hecho que pudo precipitar la disolución del sexteto, teoría respaldada por los comentarios de Cleese en el documental Qué sentido tuvo rodar «El sentido de la vida», que aparece entre los extras de la edición especial del DVD.

## Premios
- Festival de Cine de Cannes: Premio especial del Jurado (1983).
- Nominada a la Palma de Oro al Mejor Director.